# Oscar Fröberg
Oscar Fröberg, född 13 november 1996 i Stockholm, är en svensk professionell ishockeyspelare. Från säsongen 2017/2018 spelar Fröberg för Almtuna IS.

## Klubbar
- Örebro HK J20 (2014/2015–2015/2016)
- HC Vita Hästen (2014/2015–2015/2016) (lån från Örebro J20.)
- IFK Arboga IK (2015/2016) (lån från Örebro)
- AIK (2015/2016) (lån från Örebro)
- Örebro HK (2016/2017)
- Almtuna IS (2017/2018–)